# ماريانو كورسيكو
ماريانو كورسيكو (بالإسبانية: Mariano Corsico)‏ هو لاعب كرة قدم أرجنتيني في مركز الدفاع، ولد في 9 مايو 1981 في قرطبة في الأرجنتين. لعب مع أولمبياكوس نيقوسيا وبي إي سي زفوله وتاليريس كوردوبا وسبورت بويز ونادي شاتورو.